# Chuang Chia-jung
Chuang Chia-jung (chinesisch 莊佳容 / 庄佳容, Pinyin Zhuāng Jiāróng; * 10. Januar 1985 in Kaohsiung) ist eine ehemalige taiwanische Tennisspielerin.

## Karriere
Chuang, die von ihrem Vater an den Tennissport herangeführt wurde, bevorzugte dabei den Hartplatz. Sie gewann im Einzel zehn ITF-Turniere, aber keinen Titel auf der WTA Tour. Demgegenüber stehen 22 WTA- und 33 ITF-Titel im Doppel sowie drei Titel bei WTA-Challenger-Turnieren. Ab Beginn des Jahres 2011 trat sie fast ausschließlich in Doppelkonkurrenzen an. Ihre beste Platzierung in der Doppelweltrangliste erreichte sie im August 2008 mit Rang 5.
Mit ihrer Doppelpartnerin Chan Yung-jan erreichte sie 2007 bei den Australian Open und den US Open jeweils das Endspiel, sie mussten sich aber beide Male geschlagen geben. Am 9. Oktober 2010 sicherte sich Chuang in Peking ihren 15. Doppeltitel auf der WTA Tour, als sie mit ihrer Partnerin Wolha Hawarzowa die Paarung Gisela Dulko/Flavia Pennetta im Endspiel knapp mit 7:62, 1:6, [10:7] besiegte. Von Oktober 2012 bis November 2013 legte sie eine Pause ein und fiel in der Doppelweltrangliste vorübergehend weit zurück.
Bereits ab 2001 spielte Chuang für die taiwanische Fed-Cup-Mannschaft, für die sie 26 ihrer 37 Partien gewinnen konnte.
Ihr letztes internationales Turnier spielte Chuang im Februar 2018.

## Turniersiege
| Nr. | Datum         | Turnier    | Kategorie   | Belag     | Finalgegnerin          | Ergebnis      |
| --- | ------------- | ---------- | ----------- | --------- | ---------------------- | ------------- |
| 1.  | November 2001 | Manila     | ITF $10,000 | Hartplatz | Dianne Matias          | 6:2, 6:1      |
| 2.  | November 2001 | Manila     | ITF $10,000 | Hartplatz | Prariyawan Ratanakrong | 6:0, 6:1      |
| 3.  | Mai 2003      | Jakarta    | ITF $10,000 | Sand      | Khoo Chin-bee          | 7:5, 6:4      |
| 4.  | Mai 2003      | Surabaya   | ITF $10,000 | Sand      | Liza Andriyani         | 6:3, 3:6, 6:1 |
| 5.  | Juni 2003     | Seoul      | ITF $10,000 | Hartplatz | Ivanna Isroilova       | 6:2, 6:2      |
| 6.  | April 2003    | Nonthaburi | ITF $10,000 | Hartplatz | Suchanun Viratprasert  | 6:2, 6:1      |
| 7.  | April 2004    | Neu-Delhi  | ITF $10,000 | Hartplatz | Hao Jie                | 6:3, 6:1      |
| 8.  | Juni 2004     | Incheon    | ITF $25,000 | Hartplatz | Lee Eun-jeong          | 6:3, 6:2      |
| 9.  | August 2004   | Neu-Delhi  | ITF $25,000 | Hartplatz | Sania Mirza            | 7:5, 6:4      |
| 10. | Oktober 2006  | Makinohara | ITF $25,000 | Teppich   | Erika Takao            | 6:0, 6:4      |

### Doppel
| Nr. | Datum              | Turnier           | Kategorie             | Belag     | Partnerin           | Finalgegnerinnen                               | Ergebnis          |
| --- | ------------------ | ----------------- | --------------------- | --------- | ------------------- | ---------------------------------------------- | ----------------- |
| 1.  | November 2001      | Manila            | ITF $10,000           | Hartplatz | Weng Tzu-ting       | Chao Hsiao-han Khoo Chin-bee                   | 6:4, 6:4          |
| 2.  | November 2001      | Manila            | ITF $10,000           | Hartplatz | Weng Tzu-ting       | Ha Ji-sun Shin Mi-ran                          | 6:0, 6:3          |
| 3.  | Februar 2002       | Wellington        | ITF $10,000           | Hartplatz | Chan Chin-wei       | Nicole Kriz Sarah Stone                        | 4:6, 7:63, 6:2    |
| 4.  | 22. März 2003      | Yarrawonga        | ITF $10,000           | Rasen     | Ilke Gers           | Sarah Borwell Bree Calderwood                  | 6:1, 7:5          |
| 5.  | Mai 2003           | Jakarta           | ITF $10,000           | Sand      | Hwang I-hsuan       | Sandy Gumulya Septi Mende                      | 6:4, 6:3          |
| 6.  | Mai 2003           | Surabaya          | ITF $10,000           | Sand      | Khoo Chin-bee       | Liza Andriyani Wukirasih Sawondari             | 6:1, 6:0          |
| 7.  | August 2003        | Nonthaburi        | ITF $10,000           | Hartplatz | Chan Chin-wei       | Kim Jin-hee Ryoko Takemura                     | 6:2, 7:5          |
| 8.  | August 2003        | Nakhon Ratchasima | ITF $10,000           | Hartplatz | Chan Chin-wei       | Dong Yan-hua Zhang Yao                         | 6:4, 6:1          |
| 9.  | November 2003      | Tainan            | ITF $10,000           | Sand      | Chan Chin-wei       | Satomi Kinjo Wang I-ting                       | 6:3, 6:1          |
| 10. | Juni 2004          | Ulanhot           | ITF $25,000           | Hartplatz | Napaporn Tongsalee  | Du Rui Liu Nan-nan                             | 3:6, 6:2, 6:3     |
| 11. | Juni 2004          | Peking            | ITF $50,000           | Hartplatz | Wynne Prakusya      | Līga Dekmeijere İpek Şenoğlu                   | 6:3, 6:1          |
| 12. | August 2004        | Neu-Delhi         | ITF $25,000           | Hartplatz | Hsieh Su-wei        | Oqgul Omonmurodova Sania Mirza                 | 7:68, 6:4         |
| 13. | Februar 2005       | Taipeh            | ITF $25,000           | Hartplatz | Hsieh Su-wei        | Ryoko Fuda Seiko Okamoto                       | 6:3, 6:2          |
| 14. | Mai 2005           | Changwon          | ITF $25,000           | Hartplatz | Seiko Okamoto       | Chan Chin-wei Hsieh Su-wei                     | 6:2, 7:5          |
| 15. | Mai 2005           | Shanghai          | ITF $25,000           | Hartplatz | Remi Tezuka         | Liu Wanting Sun Shengnan                       | 4:6, 6:4, 6:1     |
| 16. | Juni 2005          | Nanjing           | ITF $25,000           | Hartplatz | Xie Yanze           | Maria-Jose Argeri Leticia Sobral               | 6:3, 65:7, 6:2    |
| 17. | 2. Oktober 2005    | Seoul (1)         | WTA Tier IV           | Hartplatz | Chan Yung-jan       | Jill Craybas Natalie Grandin                   | 6:2, 6:4          |
| 18. | Februar 2006       | Sydney            | ITF $25,000           | Hartplatz | Chan Yung-jan       | Ayumi Morita Junri Namigata                    | 6:2, 6:1          |
| 19. | Februar 2006       | Gosford           | ITF $25,000           | Hartplatz | Chan Yung-jan       | Beti Sekulovski Cindy Watson                   | 6:2, 6:3          |
| 20. | Mai 2006           | Fukuoka           | ITF $50,000           | Grass     | Chan Yung-jan       | Leanne Baker Christina Horiatopoulos           | 6:1, 6:2          |
| 21. | Mai 2006           | Ho-Chi-Minh-Stadt | ITF $25,000           | Hartplatz | Napaporn Tongsalee  | Līga Dekmeijere Trudi Musgrave                 | 4:6, 6:1, 6:0     |
| 22. | Mai 2006           | Peking            | ITF $50,000           | Hartplatz | Tamarine Tanasugarn | Nina Brattschikowa Līga Dekmeijere             | 4:6, 6:2, 6:3     |
| 23. | Juni 2006          | Incheon           | ITF $25,000           | Hartplatz | Napaporn Tongsalee  | Lee Jin-a Yoo Mi                               | 6:2, 6:4          |
| 24. | Juli 2006          | Nagoya            | ITF $25,000           | Hartplatz | Shiho Hisamatsu     | Seiko Okamoto Ayami Takase                     | 6:2, 6:3          |
| 25. | Juli 2006          | Kurume            | ITF $25,000           | Teppich   | Chan Yung-jan       | Seiko Okamoto Ayami Takase                     | 6:0, 6:2          |
| 26. | August 2006        | Nanjing           | ITF $25,000           | Hartplatz | Xie Yanze           | Ji Chunmei Sun Shengnan                        | 6:1, 7:611        |
| 27. | Oktober 2006       | Hamanako          | ITF $25,000           | Teppich   | Hsieh Su-wei        | Maki Arai Seiko Okamoto                        | 7:62, 7:5         |
| 28. | November 2006      | Kaohsiung         | ITF $75,000           | Hartplatz | Chan Yung-jan       | Chan Chin-wei Hsieh Su-wei                     | 7:62, 6:1         |
| 29. | 18. Februar 2007   | Bangalore         | WTA Tier III          | Hartplatz | Chan Yung-jan       | Hsieh Su-wei Alla Kudrjawzewa                  | 6:74, 6:2, [11:9] |
| 30. | April 2007         | Dothan            | ITF $75,000           | Sand      | Chan Yung-jan       | Angelika Bachmann Vanessa Henke                | 6:2, 6:3          |
| 31. | 17. Juni 2007      | Birmingham        | WTA Tier III          | Rasen     | Chan Yung-jan       | Meilen Tu Sun Tiantian                         | 7:63, 6:3         |
| 32. | 23. Juni 2007      | ’s-Hertogenbosch  | WTA Tier III          | Rasen     | Chan Yung-jan       | Anabel Medina Garrigues Virginia Ruano Pascual | 7:5, 6:2          |
| 33. | 23. September 2007 | Peking (1)        | WTA Tier II           | Hartplatz | Hsieh Su-wei        | Han Xinyun Xu Yifan                            | 7:62, 6:3         |
| 34. | 30. September 2007 | Seoul (2)         | WTA Tier IV           | Hartplatz | Hsieh Su-wei        | Eleni Daniilidou Jasmin Wöhr                   | 6:2, 6:2          |
| 35. | 10. Februar 2008   | Pattaya           | WTA Tier IV           | Hartplatz | Chan Yung-jan       | Hsieh Su-wei Vania King                        | 6:4, 6:3          |
| 36. | 18. Mai 2008       | Rom               | WTA Tier I            | Sand      | Chan Yung-jan       | Iveta Benešová Janette Husárová                | 7:65, 6:3         |
| 37. | 27. Juli 2008      | Los Angeles (1)   | WTA Tier II           | Hartplatz | Chan Yung-jan       | Eva Hrdinová Vladimíra Uhlířová                | 2:6, 7:5, [10:4]  |
| 38. | 28. September 2008 | Seoul (3)         | WTA Tier IV           | Hartplatz | Hsieh Su-wei        | Wera Duschewina Marija Kirilenko               | 6:3, 6:0          |
| 39. | Oktober 2008       | Taipeh            | ITF $100,000+H        | Teppich   | Hsieh Su-wei        | Hsu Wen-hsin Hwang I-hsuan                     | 6:3, 6:3          |
| 40. | 12. April 2009     | Ponte Vedra Beach | WTA International     | Sand      | Sania Mirza         | Květa Peschke Lisa Raymond                     | 6:3, 4:6, [10:7]  |
| 41. | 9. August 2009     | Los Angeles (2)   | WTA Premier           | Hartplatz | Yan Zi              | Marija Kirilenko Agnieszka Radwańska           | 6:0, 4:6, [10:7]  |
| 42. | 18. Oktober 2009   | Osaka             | WTA International     | Hartplatz | Lisa Raymond        | Chanelle Scheepers Abigail Spears              | 6:2, 6:4          |
| 43. | November 2009      | Taipeh            | ITF $100,000+H        | Hartplatz | Chan Yung-jan       | Yayuk Basuki Riza Zalameda                     | 6:3, 3:6, [10:7]  |
| 44. | 16. Januar 2010    | Hobart            | WTA International     | Hartplatz | Květa Peschke       | Chan Yung-jan Monica Niculescu                 | 3:6, 6:3, [10:7]  |
| 45. | 9. Oktober 2010    | Peking (2)        | WTA Premier Mandatory | Hartplatz | Wolha Hawarzowa     | Gisela Dulko Flavia Pennetta                   | 7:62, 1:6, [10:7] |
| 46. | November 2010      | Taipeh            | ITF $100,000+H        | Teppich   | Chang Kai-chen      | Hsieh Su-wei Sania Mirza                       | 6:4, 6:2          |
| 47. | 21. Mai 2011       | Straßburg (1)     | WTA International     | Sand      | Oqgul Omonmurodova  | Natalie Grandin Vladimíra Uhlířová             | 6:4, 5:7, [10:2]  |
| 48. | 27. August 2011    | New Haven         | WTA Premier           | Hartplatz | Wolha Hawarzowa     | Sara Errani Roberta Vinci                      | 7:5, 6:2          |
| 49. | 4. März 2012       | Kuala Lumpur      | WTA International     | Hartplatz | Chang Kai-chen      | Chan Hao-ching Rika Fujiwara                   | 7:5, 6:4          |
| 50. | 5. Mai 2012        | Oeiras            | WTA International     | Sand      | Zhang Shuai         | Jaroslawa Schwedowa Galina Woskobojewa         | 4:6. 6:1, [11:9]  |
| 51. | 26. April 2014     | Seoul             | ITF $50,000           | Hartplatz | Chan Chin-wei       | Irena Pavlovic Kristýna Plíšková               | 6:4, 6:3          |
| 52. | 31. Mai 2014       | Changwon          | ITF $25,000           | Hartplatz | Junri Namigata      | Kim So-jung Lee Ye-ra                          | 7:65, 6:0         |
| 53. | 26. Juli 2014      | Nanchang          | WTA Challenger        | Hartplatz | Junri Namigata      | Chan Chin-wei Xu Yifan                         | 7:64, 6:3         |
| 54. | 6. September 2014  | Suzhou            | WTA Challenger        | Hartplatz | Chan Chin-wei       | Misa Eguchi Eri Hozumi                         | 6:1, 3:6, [10:7]  |
| 55. | 20. September 2014 | Guangzhou         | WTA International     | Hartplatz | Liang Chen          | Alizé Cornet Magda Linette                     | 2:6, 7:63, [10:7] |
| 56. | 23. Mai 2015       | Straßburg (2)     | WTA International     | Sand      | Liang Chen          | Nadija Kitschenok Zheng Saisai                 | 4:6, 6:4, [12:10] |
| 57. | 20. Februar 2016   | Dubai             | WTA Premier           | Hartplatz | Darija Jurak        | Caroline Garcia Kristina Mladenovic            | 6:4, 6:4          |
| 58. | 11. Juni 2017      | Bol               | WTA Challenger        | Sand      | Renata Voráčová     | Lina Gjorcheska Aleksandrina Najdenowa         | 6:4, 6:2          |